# Miroslav Doležal
Miroslav Doležal (Bučovice, 10 februari 1919 - Praag, 12 april 2009) was een Tsjechisch acteur.
Doležal studeerde rechten en liep conservatorium in Brno. Hij was sinds 1948 als acteur verbonden aan het Nationaal Theater van Praag en was daar bekend om zijn verzorgde taal. Hij doceerde ook aan de faculteit journalistiek van de Karelsuniversiteit Praag. Hij was ook bekend als filmacteur, onder meer in de bekende film Vlčí jáma uit 1957, samen met de actrice Jana Brejchová.

## Bron
- (cs) Zesnul herec Miroslav Doležal. Rodák z Bučovic /brnensky.denik.cz, 12 april 2009

- International Standard Name Identifier: 0000 0000 5701 6581
- Nationale Bibliotheek van Tsjechië: jn19981000715
- Nationale Bibliotheek van Polen: a0000003543679
- Virtual International Authority File: 83981868